# ورم ليفي محيط بالجريب
الورم الليفي المحيط بالجريب (بالإنجليزية: Perifollicular fibroma)‏ هو حالة جلدية على شكل ورم حميد وغالبا ما يصاحبه تلون بالجلد وعادة ما يصيب الوجه وأعلى الجذع.:674